# IFA H3
Der H3 (Horch 3 Tonnen) war ein Lkw, der nach dem Zweiten Weltkrieg von 1947 bis 1949 im Zwickauer Horch-Werk (nun VEB HORCH Kraftfahrzeug- und Motorenwerke Zwickau) gefertigt wurde.

## Geschichte
Der H3 basierte weitestgehend auf den Konstruktionsunterlagen des 1941 im Werk Siegmar (ehemals Wanderer) der Auto Union AG entwickelten Lkw AU 1500 mit 1,5 t Nutzlast, der jedoch nicht in Produktion gegangen war. Erst sein 1951 vorgestellter Nachfolger H3A war der erste eigenständig entwickelte Lkw der DDR. Der H3A unterscheidet sich bereits äußerlich durch seine typische Langhauber-Kabine.
Hauptsächlich wurden die H3 aus Fahrzeugteilen aus der Kriegsproduktion des Sd.Kfz. 11 gefertigt. Auf diese Weise entstanden 852 Lkw. Mit dem Aufbrauchen wesentlicher Teile kam auch das Produktionsende des H3.

## Technik
Der zweiachsige H3 hat Hinterradantrieb. Der Lkw ist ein Halb-Frontlenker bzw. Kurzhauber (Lkw mit kurzer „Schnauze“).
Motor

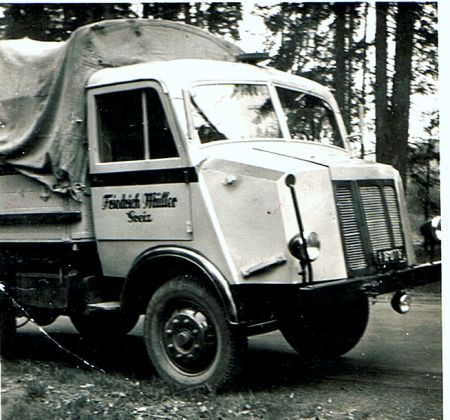
H3 mit anderer Fahrerhausvariante

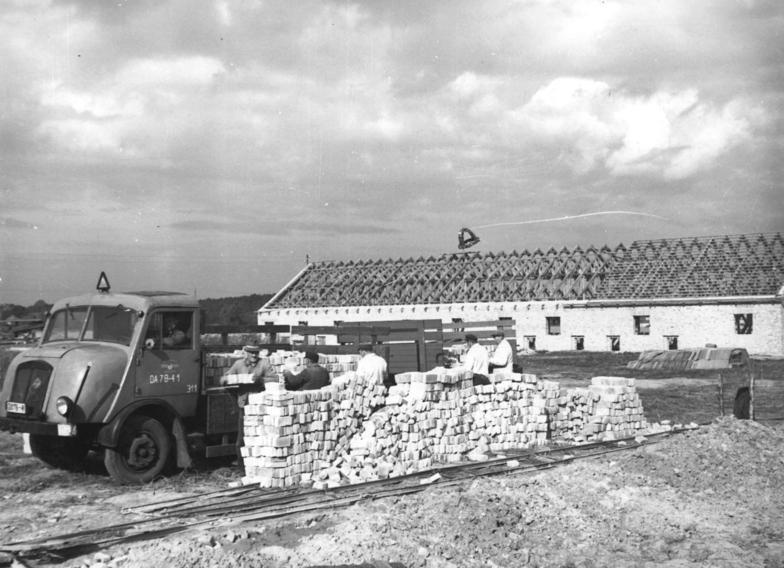
H3-Pritschenwagen mit Anhänger

- Typ: Maybach HL 42 (Hochleistungsmotor, 4,2 l, Ottomotor)
- Bauart: Sechszylinder-Reihenmotor
- Bohrung × Hub: 90 mm × 110 mm
- Hubraum: 4198 cm³
- Leistung: 74 kW (100 PS) bei 3000 min−1
- Lichtmaschine: 12 V, 130 W
- Kühlung: Wasser

Kraftübertragung
- Hinterachs-Antrieb
- Kupplung: Zweischeiben-Trockenkupplung
- Getriebe: unsynchronisiert, 4-Gang + Berggang + 1 Rückwärtsgang; Zahnradschubgetriebe mit Kugelschaltung
- Achsantrieb: einfach übersetzte Hinterachse

Fahrwerk
- U-Profil-Rahmen
- Vorderradaufhängung: Starrachse, Blattfedern
- Hinterradaufhängung: Starrachse, Blattfedern
- Lenkung: mechanisch
- Bremsanlage: Allradbremse servo-mechanisch, mechanische Feststellbremse
- Radstand: 3000 mm
- Spurweite: 1650/1642 mm
- Gesamtmaße: 5945 mm × 2300 mm × 2420 mm (L × B × H, Höhe über Fahrerhaus)
- Reifen: 190-20 oder 7,50-20
- Fahrzeugmasse: 3900 kg
- zulässige Gesamtmasse: 6900 kg
- Zulässige Nutzmasse: 3000 kg
- Höchstgeschwindigkeit: 65 km/h
- Tankinhalt: 100 l

## Einsatz
Der Lkw war überwiegend für den zivilen Einsatz vorgesehen, fand jedoch auch bei der Volkspolizei und der kasernierten Volkspolizei der DDR Nutzung.
Ausführungen und Aufbauten umfassten Pritsche mit Plane, Kipper, Koffer und andere.